# Arnbruck
Arnbruck település Németországban, azon belül Bajorországban. Lakosainak száma 2017 fő (2023. december 31.). Arnbruck Viechtach és Drachselsried községekkel határos.

## Népesség
| Lakosok száma | 1197 | 1935 | 1684 | 1860 | 1946 | 1937 | 1948 | 1931 | 1968 | 2017 |
|               | 1875 | 1950 | 1975 | 1987 | 2012 | 2014 | 2016 | 2017 | 2021 | 2023 |